# Kóblic
Kóblic (Capitán Kóblic en España), es una película hispano-argentina policial-histórica de 2016 coescrita y dirigida por Sebastián Borensztein y protagonizada por Ricardo Darín, Oscar Martínez e Inma Cuesta. Fue galardonada con dos Biznagas de Plata en el Festival de Cine de Málaga.

## Sinopsis
1977: durante la última dictadura cívico-militar argentina, Tomás Kóblic, un piloto de la Armada, llega al pueblo ficticio de Colonia Elena, ubicado en algún paraje de la provincia de Buenos Aires, para trabajar como piloto de fumigaciones en campos de la zona. A partir de su llegada lentamente se construye una historia de intrigas que involucran a Kóblic con Velarde, el comisario local, y algunos personajes del pueblo, entre ellos Nancy, la encargada de la estación de servicio. En paralelo, a través de fragmentos, se narran los motivos que empujaron al Capitán de Corbeta  piloto Naval Koblic Tomas, a desertar al servicio en la Armada Argentina; para dedicarse a trabajo de civil, en un paraje olvidado de la  la pampa argentina.

## Reparto
- Ricardo Darín ... Tomás Kóblic
- Oscar Martínez ... Comisario Velarde
- Inma Cuesta ... Nancy
- Marcos Cartoy Díaz ... Luis
- Gabriel Martín Fernández como Teniente Lerma
- Daniel "Pirrimpi" Muñoz como Enzo

## Lanzamiento
La película se estrenó el 14 de abril de 2016 en Argentina. El 29 de abril se produjo su preestreno en España en la sección oficial a concurso de la 19.ª edición del Festival de Cine de Málaga en el Teatro Cervantes. El 17 de junio se produjo su estreno oficial en España.

## Recepción

### Crítica
Santiago García, del sitio web Leer Cine, opinó en función del buen momento del cine argentino diciendo: «El policial, uno de los géneros favoritos de toda la historia del cine argentino, encuentra aquí a un nuevo gran exponente, con aires de western, y con dos protagonistas que son parte de esta gran época de nuestro cine».

### Premios
Kóblic obtuvo el premio a mejor actor de reparto para Oscar Martínez y la Biznaga a mejor fotografía en el Festival de Cine de Málaga.